# Gouvernement Jantörö Satybaldiev
République kirghize
Babanov Otorbaiev
Le gouvernement Satybaldiev est le gouvernement du Kirghizistan entré en fonction le 6 septembre 2012. Il est dirigé par Jantörö Satybaldiev.

## Historique

### Formation
La composition du gouvernement, est approuvée par le Parlement le 5 septembre 2012. Zhantörö Satıbaldiev est élu Premier ministre du Kirghizistan par 111 voix pour et 2 voix contre. La coalition est soutenue par les partis Ata-Meken, Ar-Namys et le Parti social-démocrate du Kirghizistan, considérés comme réformistes et libéraux. Les partis Ata Zhurt et Republica sont dans l'opposition.
Le gouvernement est nommé le lendemain.

### Évolution
Le 22 avril 2013, les ministres de l'Énergie et du Développement social quittent le gouvernement.

### Succession
La composition du gouvernement Otorbaiev est approuvée par le Parlement le 3 avril 2014. Le gouvernement est nommé le lendemain.

## Composition
| Poste                                                                          | Titulaire | Titulaire                                  | Parti       |
| ------------------------------------------------------------------------------ | --------- | ------------------------------------------ | ----------- |
| Premier ministre                                                               |           | Jantörö Satybaldiev (jusqu'au 25/03/2014)  | Indépendant |
| Premier ministre                                                               |           | Joomart Otorbaiev a.i.                     | Ata-Meken   |
| Premier vice-Premier ministre                                                  |           | Joomart Otorbaiev                          | Ata-Meken   |
| Vice-Premier ministre                                                          |           | Tayyrbek Sarpashev                         | SDPK        |
| Vice-Premier ministre                                                          |           | Kamila Talieva                             | Ar-Namys    |
| Ministre et chef de l'appareil gouvernemental                                  |           | Nurkhanbek Momunaliev                      | SDPK        |
| Ministre des Affaires étrangères                                               |           | Erlan Abdyldaev                            | Indépendant |
| Ministre de l'Agriculture et de la Gestion de l'eau                            |           | Chynggysbek Uzakbaev                       | Ar-Namys    |
| Ministre de la Culture et du Tourisme                                          |           | Ibragim Junusov                            | Ata-jourt   |
| Ministre de la Défense                                                         |           | Taalaybek Omuraliev                        | Indépendant |
| Ministre du Développement social Ministre des Transports et des Communications |           | Kylychbek Sultanov (jusqu'au 22/04/2013)   | Ata-Meken   |
| Ministre de l'Économie et des Politiques anti-monopoles                        |           | Temir Sarïev                               | Ak-Shumkar  |
| Ministre de l'Éducation et de la Science                                       |           | Kanat Sadykov                              | SDPK        |
| Ministre de l'Énergie et de l'Industrie                                        |           | Avtandil Kalmambetov (jusqu'au 22/04/2013) | Indépendant |
| Ministre des Finances                                                          |           | Olga Lavrova                               | Ar-Namys    |
| Ministre de l'Intérieur                                                        |           | Zarylbek Rysaliev                          | SDPK        |
| Ministre de la Jeunesse et du Travail                                          |           | Alisbek Alymkulov                          | SDPK        |
| Ministre de la Justice                                                         |           | Almambet Shykmamatov                       | Ata-Meken   |
| Ministre de la Santé                                                           |           | Dinara Sagimbaeva                          | SDPK        |
| Ministre des Situations d'urgence                                              |           | Koubatbek Boronov                          | Respoublika |